# يونا (مغنية)

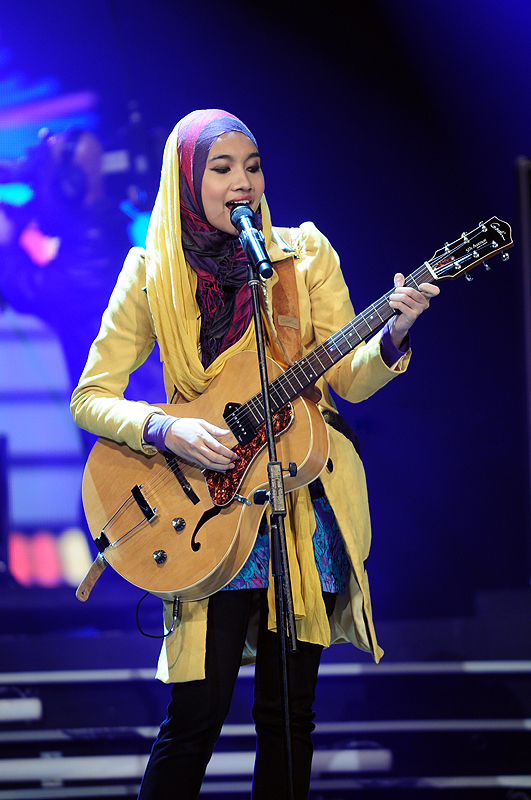
يونا في أنوجيره جوارا لاجو

يوناليس زاراي المشهورة باسم يونا مغنية ومؤلفة أغان ماليزية ولدت يوم 14 نوفمبر/تشرين الثاني 1986 في باتو كاجه بـ فيرق دار الرضوان.
تغني يونا ياللغة الإنجليزية إضافة إلى اللغة الملايوية.

## حياتها
نشأت يونا في سوبانغ جايا، سلاغور وكانجار، برليس، في ماليزيا.

### تعليم
حضرت يونا SMK Derma، كانجار، برليس وSMK USJ 4 سوبانغ جايا، سلاغور. بعد ذلك، التحقت يونا بجامعة تكنولوجيا مارا في شاه عالم، حيث درست الدراسات القانونية في كلية الحقوق التابعة لها. وفي عام 2009، حصلت على درجة البكالوريوس في الدراسات القانونية (مع مرتبة الشرف).

## الحياة الشخصية

### العلاقات
تزوجت يونا من المخرج الماليزي آدم سنكلير، وهو الشقيق الأصغر للممثل أشرف سنكلير والممثلة والمقدمة عائشة سنكلير، منذ عام 2018.

### دين
يونا مسلمة. وعن حجابها قالت:

### التحرش الجنسية
في مارس/آذار 2018، كشفت يونا في بيان على تويتر أنها كانت ضحية للتحرش الجنسي خلال الأشهر الستة السابقة، وكشفت أن الجاني كان يرسل تعليقات تهديدية إلى حسابها على إنستغرام.

## روابط خارجية
- يونا على موقع IMDb (الإنجليزية)
- يونا على موقع ميوزك برينز (الإنجليزية)
- يونا على موقع أول ميوزيك (الإنجليزية)
- يونا على موقع ديسكوغز (الإنجليزية)
- يونا على موقع ديسكوغز (الإنجليزية)